# Узіель Галь
Узіель Галь або Узі Галь (англ. Uziel "Uzi" Gal, івр. ‏עוזיאל "עוזי" גל‏‎; при народженні Ґоттард Ґласс, нім. Gotthard Glass; 15 грудня 1923 — 7 вересня 2002) — ізраїльський конструктор стрілецької зброї, винахідник знаменитого пістолета-кулемета Узі. 

## Біографія
Народився у Німеччині в місті Веймар. Після приходу до влади в Німеччині нацистів в 1933 році виїхав у Велику Британію. В 1936 році поселився в кібуці Ягур в Палестині в період Британського мандату. В 1942 році вступив в Пальмах і став зброярем в загоні «Ґіват-Хаїм». В 1943 році був заарештований британською владою через незаконне перевезення зброї і засуджений на 6 років тюремного ув'язнення, але в 1946 році був помилуваний, відбувши менше половини призначеного терміну. Брав участь у становленні держави Ізраїль. Розробку пістолета-кулемета Узі Галь почав в 1948 році, невдовзі після початку війни за незалежність Ізраїлю. В 1951 році створений Узі Галем пістолет-кулемет поступив на озброєння Армії оборони Ізраїлю і, незважаючи  на його заперечення, отримав назву по його імені Узі.
У 1975 році Узі Галь звільнився з армії і в наступному році виїхав в США, в Філадельфію.
На початку 1980-х Галь брав участь у створенні пістолета-кулемета Ruger MP9. 
Під час зйомок фільму «Термінатор 2» Галь проводив військову спецпідготовку для акторки Лінди Гамільтон.
Галь продовжив свою роботу конструктором вогнепальної зброї  в Сполучених Штатах до своєї смерті від раку в 2002 році. Його тіло було доставлено назад в Ізраїль для поховання в Ягурі.

## Зовнішні посилання
Узіель Галь біографія його сина, Іддо Галя